# Bukovec Zelinski
Bukovec Zelinski – wieś w Chorwacji, w żupanii zagrzebskiej, w mieście Sveti Ivan Zelina. W 2011 roku liczyła 413 mieszkańców.